# Here (公司)
Here（商標寫做HERE）是一个總部設於荷蘭埃因霍温的跨國企業集團，提供電子地图、地理位置服务及導航服務。曾是诺基亚旗下的子公司，現為德國汽車廠商奥迪、BMW、戴姆勒合資持有。
HERE地图包括建筑、公园、交通等信息，同时提供到商业公司的导航，例如：Garmin、BMW、亚马逊、甲骨文公司。
此外，HERE地图不仅在诺基亚、微軟Lumia手機上提供服务，还能运行在其他操作系统上，包括iOS、Android和Firefox OS，和BMW、福特等廠牌的汽車車載系統。Here地图提供定位服务、地理信息系統和政府的解决方案。通过Bing，MapQuest和雅虎地圖提供电子地图。Here地图有200多个国家地图，在94个国家提供语音导航，在33个国家提供交通信息，在45个国家为49000特色建筑提供室内地图。

## 历史
诺基亚开展自己的地图和位置业务已经超过10年，收购了定位技术。开始于2001年。「HERE地图」基于Smart2Go（一个3D地图），通过移动设备获取旅游信息。它是由欧盟财团（EU consortium）获授权的软件（名為），2006年8月，它收购了側重柏林的路线规划软件公司。；这已成为公司的测绘业务的基石，並開放Smart2Go免费下载。
2007年10月，诺基亚收购了總部位於芝加哥的NAVTEQ公司。NAVTEQ公司是最大的汽车自动导航地图数据制作公司。这次收购带给诺基亚25年制作自动导航内容的经验和在自动工业的一席之地。
2011年4月，诺基亚发布了涵蓋20个城市的3D地图的測試版本。在2011年8月前，范围扩大到23个城市。
2011年5月，「Ovi地图」被重命名为「诺基亚地图」。诺基亚将新商标并将其现代化。
2011年10月，诺基亚地图在Windows Phone平台发布，只可以在诺基亚手机使用。但重要的特性例如离线路线和街道文本播放导航功能能在Symbian上使用，但不能在Windows Phone上使用。这些功能在2012年才可以在Windows Phone上使用。
2012年11月，诺基亚收购earthmine公司（专业绘制3D地图的公司）。
2012年11月13日，诺基亚宣布重塑地图形象，用「Here地图」来突出它未来定位服务的视觉效果和对地图重视。
2015年9月，德国汽车联盟（奥迪、宝马、戴姆勒）宣布以25.5亿欧元联合收购诺基亚Here地图业务。
2015年12月4日，诺基亚正式撤资Here，Here成为领先汽车公司独立运营的地图品牌。

## 跨平台

### Windows Phone 8/8.1
Here地图通过windows phone SDK可以使离线地图在Windows Phone使用。
因为Here地图运行在Windows Phone上，用户可以收藏目的地，做成动态磁贴放在开始屏幕上并根据定位计算路线。地图组件与系统高度整合，所以用户能从某一个应用使用私人功能而不需要回到系统主界面。收藏的目的地会保存到云。所以这些能被各种不同的应用访问。
在2013年2月，诺基亚宣布Here地图将兼容所有Windows Phone设备，并在windows phone商店上市。这些应用可以在美国，加拿大，墨西哥，英国，法国，德国，意大利，西班牙和俄罗斯使用。Here有以下应用可以在诺基亚lumia windows phone 8手机使用：

#### HERE地图
目前，HERE地图在196个国家可用，有内置路线规划导航功能、离线地图、3D路标和45个国家29000独特建筑室内地图。收藏列表显示最喜欢的25个地方，并且显眼。搜寻问题和其他用户数据。这个应用整合了基于增强现实技术的LiveSight功能。之后手机就会扫描用户周围的环境，并给出相关信息，如地址、电话号码和消费者评级等，并在手机相册中显示预览。

#### HERE Drive
提供94个国家驾车导航。提供视觉和声音的限速提醒。在超过60个国家和50种语言的街名的离线语音。用户界面为驾驶员设计，而且地图数据包括转弯限制、边界和单行道等260多个方面。

#### HERE Transit
拥有50多个国家700多个城市公共交通信息，一个应用整合了火车、轮船、公交、电车和步行信息。

#### HERE City Lens + LiveSight
提供超过8500万本地关于餐馆、咖啡店、商店、博物馆等导航和用户数据。用户能冻结屏幕来浏览他们周围地区，而且不用拿着手机。

### Windows 10 Mobile
HERE地图的全部应用于2016年6月30日起停止了支持一切Windows 10设备，但仍有為Windows 10的原生地圖應用-Windows Maps提供地圖資訊。

### Android
2012年12月，HERE地图宣布开始对所有操作系统和所有设备开放。这样Here地图获得更多用户并且为定位云获得更多数据。2014年8月29日，Nokia宣佈推出Android版本HERE beta版，並獨家授權三星Galaxy智慧型手機系列使用。2014年12月10日，HERE地图正式在Google Play上架，可供绝大多数Android设备下载安装。

#### Android OEM厂商SDK
安卓OEM厂商使用HERE地图安卓API支持3D显示建筑，搜索特定的建筑和了解具体路线。

#### iOS
2012年12月，HERE地图为ios开发了基于HTML5的web应用。这个免费的应用给iPhone提供200多个国家。服务包括公交、步行和驾车导航，拥有步行语音导航功能。Here地图提供多种视图，包括卫星视图、公共交通视图和动态交通视图。iOS上Here地图没有得到多少好评因为它是网页应用而不是本地应用。但是值得一提的是一个流行的iOS本地应用Trapsteris是使用Here地图平台的。HERE地图已经于2015年3月重新在APP store上架。

### HTML5和Firefox OS
2013年2月，Mozilla展示了旗下操作系统Firefox OS并宣布这个新平台将使用Here地图及其导航服务。

### Here.com网站
Here.com网站的前身是maps.ovi.com。maps.nokia.com网站提供网上HERE地图。它在能所有主要網頁浏览器使用（但不支持Internet Explorer 6）。用户能够管理他们收藏的最喜欢的地方并同步到移动设备。Here.com還使用WebGL技术提供3D地图（不需要插件）。3D眼镜用户能够浏览25个城市实体镜视图。Here.com提供很多城市街道具体平面成像。

Here.com网站提供下列服務：
- 各地点间路线。
- 超过50个受欢迎城市本地时间和天气显示，包括建议地点。
- 25个城市的3D地图和路线。[35][36]
- 动态交通状况图。
- 公共交通搜索。
- 在网站和移动设备中同步收藏。
- 在选择的城市地图中标示流行的食品区、夜生活区、购物区、本地景点。
- 列表和管理事务。

3D地圖可使用的地區列表：

| 國家   | 城市                                                     |
| ------ | -------------------------------------------------------- |
|        | 墨爾本、悉尼                                             |
| 奥地利 | 維也納                                                   |
| 加拿大 | 多倫多                                                   |
| 捷克   | 布拉格                                                   |
| 丹麦   | 哥本哈根                                                 |
| 芬兰   | 赫爾辛基                                                 |
| 德国   | 柏林                                                     |
| 義大利 | 佛羅倫薩、梅斯特雷、米蘭、羅馬、威尼斯                   |
| 挪威   | 奧斯陸                                                   |
| 南非   | 開普敦                                                   |
| 西班牙 | 巴塞羅那、馬德里                                         |
| 瑞典   | 斯德哥爾摩                                               |
| 英国   | 倫敦                                                     |
| 美国   | 波士頓、芝加哥、拉斯維加斯、洛杉磯、邁阿密、紐約、舊金山 |
| 梵蒂冈 | 梵蒂岡城                                                 |

### symbian^3
塞班3可以用Here地图，名字是诺基亚地图。（也许是）最新版3.09包括：
- 使用多语言导航驾驶和步行。
- 一些国家支持重新选择路线和动态交通图。
- 来自ViaMichelin和Lonely Planet等第三方提供的数据。
- 整合社会化网络软件。
- 支持为离线使用预加载街景地图。
- 用户报告Bug（从3.03开始除了诺基亚E66和E71）
- 本地天气按小时显示，预报一周天气。
- 夜间模式。[37]

## 外部連結
- HERE –公司官方網站
- HERE_Maps  –電子地圖網站